# Erebia erina
Erebia erina är en fjärilsart som beskrevs av Fabricius 1787. Erebia erina ingår i släktet Erebia och familjen praktfjärilar. Inga underarter finns listade i Catalogue of Life.